# HR 1614
HR 1614 is een oranje dwerg met een spectraalklasse van K3.V. De ster bevindt zich 28,85 lichtjaar van de zon.